# Fascinus

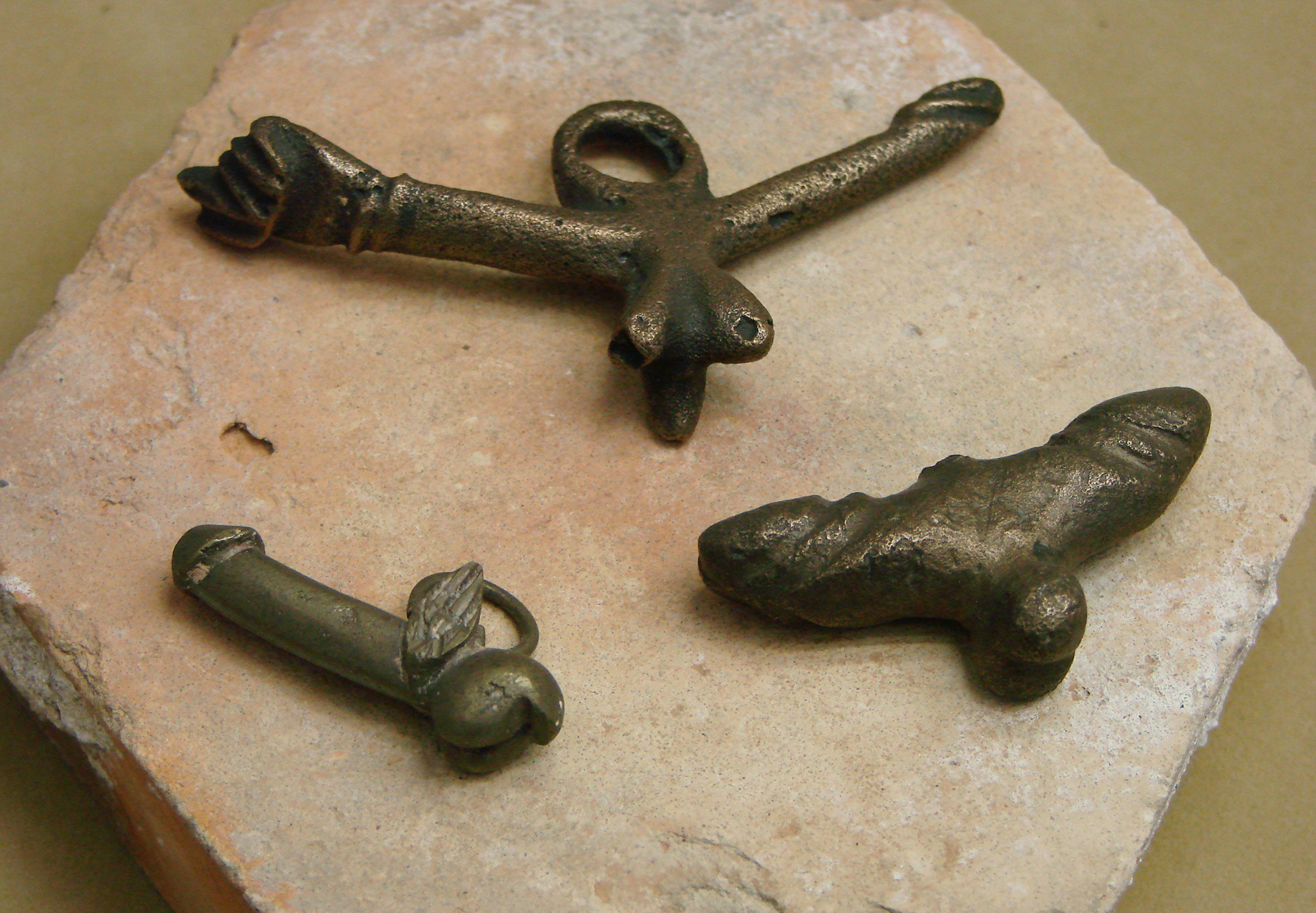
Fascinus en bronze.

El fascinus o fascinum és la personificació del fal·lus diví a la màgia i a la religió de l'antiga Roma.
La paraula pot referir-se també a la mateixa deïtat Fascinus, a efígies i amulets del fal·lus i a sortilegis utilitzats per invocar la seva divina protecció. Plini el Vell l'anomena medicus invidiae, «metge» o remei per a l'enveja (invidia) o el mal d'ull.

## Religió pública
El fascinus tenia un nom i se l'honorava com a un déu amb el nom de Mutí Tití (Mutinus Titinus). Les verges vestals servaven el culte al fascinus populi Romani —la sagrada imatge del fal·lus—, que era un dels símbols de seguretat de l'estat (sacra Romana). S'associa així amb el pal·ladi (Il Palladium). Mites romans, com l'engendrament de Servi Tul·li, suggereixen que aquest fal·lus va ser una encarnació d'un poder generatiu masculí localitzat a la llar, considerat sagrat. Quan un general celebrava un triomf romà, les vestals penjaven una efígie del fascinus en la part inferior del seu carro per protegir-lo de la invidia.
Agustí d'Hipona, la font principal del qual sobre religió romana van ser les obres teològiques perdudes de Marc Terenci Varró, assenyalava que una imatge fàl·lica era portada en processó cada any a la festa del Liber, el déu romà identificat amb Dionís o Bacus, per tal de protegir els camps de la compulsió màgica de la fascinatio —encantament, embruixament, sortilegi.

## Símbol màgic

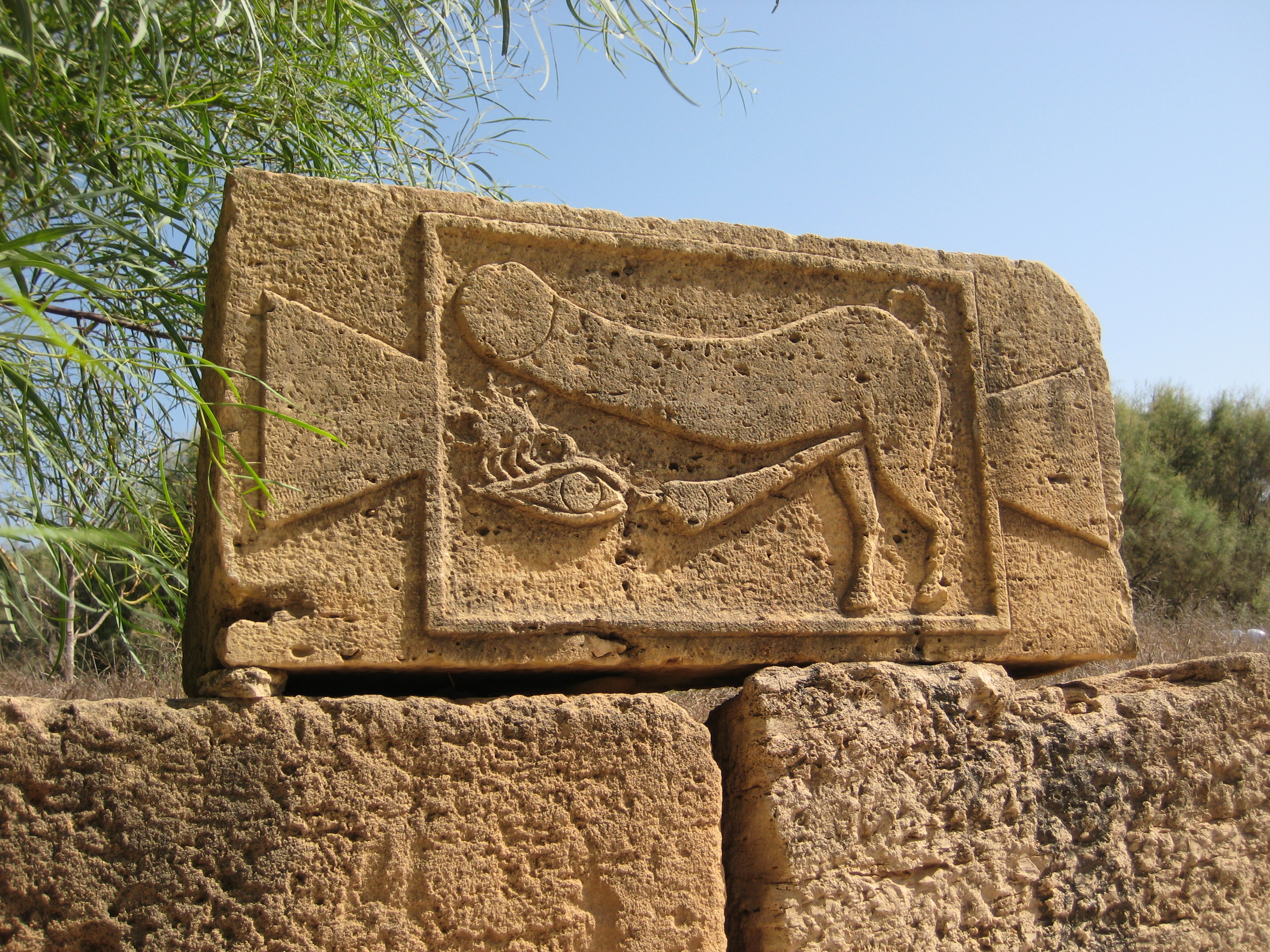
Baix relleu d'un fal·lus amb potes ejaculant en un ull maligne a on un escorpí es col·loca, de Leptis Magna.

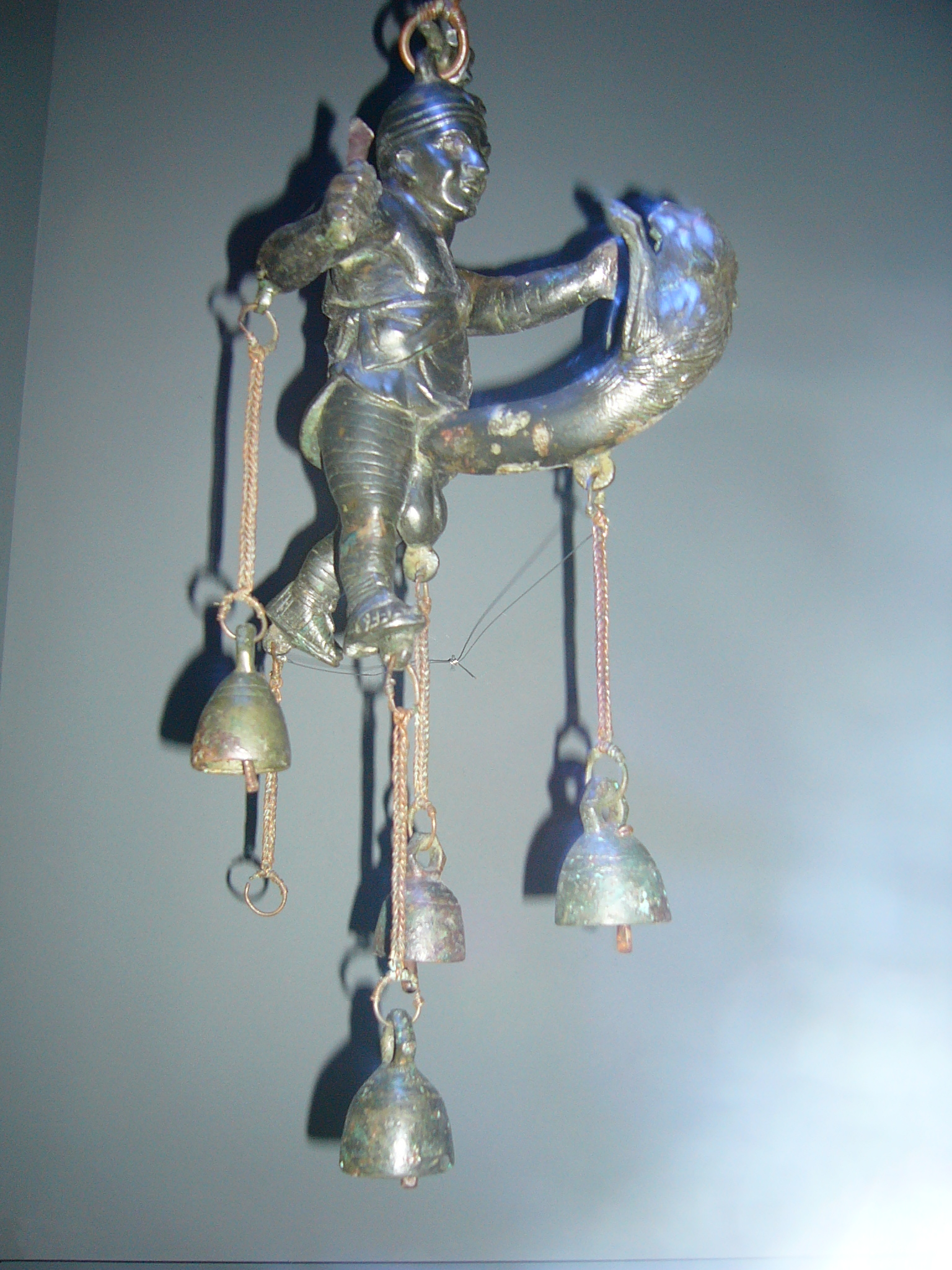
Un tintinnabulum d'Herculà, amb el fal·lus representant una bèstia amb la qual el mascle humà entra en combat.

Pel seu poder apotropaic, una representació gràfica del poder del fascinus per allunyar el mal d'ull es troba en un mosaic romà que representa un fal·lus ejaculant en un ull sense cos. El motiu també és conegut en múltiples relleus de Leptis Magna, a l'actual Líbia. Una figura de terracota del segle I aC mostra «dos petits fal·lus serrant un globus de l'ull per la meitat».
Els amulets fàl·lics, sovint alats, van ser omnipresents en la cultura romana, des de joies a campanes i de campanetes a llums. El fascinus fou pensat especialment per allunyar el mal dels nens —principalment nois— i dels generals que havien obtingut victòries. Plini remarca el costum de penjar un amulet fàl·lic al coll d'un infant, i es troben exemples d'anells que duen fal·lus, massa petits per ésser portats per altres que no fossin nens.
L'«amulet del puny i el fal·lus» era freqüent entre els soldats. Eren penjants fàl·lics amb la representació d'un puny, generalment tancat en la part inferior de l'eix, en direcció oposada al gland. Diversos exemples mostren el puny fent el manus fica o «figa», símbol de bona sort. La més gran col·lecció que se'n coneix ve de Camulodunum.

## Etimologia
L'etimologia de la paraula fascinus s'ha disputat des de l'Antiguitat: Aulus Gel·li, citat per Cloatio Vero, la deriva del grec βασκανία, el «que calúmnia», però també significa «encantament o sortilegi». En conseqüència, βασκάνιον és un remei contra l'encantament.
Gai Valeri Catul l'utilitza com a verb al final del carmina 7, un poema hendecasíl·lab que envia a la seva amant Lèsbia, on expressa el seu infinit desig de petons que no poden ser comptats per aquells que han estat «fascinats» —encantats, sota un sortilegi— per un llengua maliciosa. Aquest goig, com també en el carmina 5, potencialment atreu la invidia.
Els Versos fescennins, cançons satíriques i, sovint, lascives cantades en diversos esdeveniments socials, poden haver estat anomenats així per derivar del fascinum. Fonts antigues proposen aquesta etimologia, al costat d'un altre possible origen derivat de Fescennia, un petit poble d'Etrúria.